# Ophionereis schayeri
Ophionereis schayeri är en ormstjärneart som först beskrevs av Müller och Franz Hermann Troschel 1844.  Ophionereis schayeri ingår i släktet Ophionereis och familjen Ophionereididae. Inga underarter finns listade i Catalogue of Life.